# 노에 폰티
노에 폰티(이탈리아어: Noè Ponti, 2001년 6월 1일~)는 스위스의 수영 선수이다. 접영 100m, 200m, 자유형 800m 스위스 기록 보유자이며, 도쿄에서 열린 2020년 하계 올림픽에 참가하여 100m 동메달을 획득했다.

## 기록

### 개인 최고 기록
| 종목         | 기록     | 날짜       | 대회                      | 장소                     | 기타 |
| 자우형 50m   | 24.20    | 2021.12.18 | 스위스 동계 선수권 대회   | 스위스 취리히주 우스터   |      |
| 자유형 100m  | 49.95    | 2021.12.18 | 스위스 동계 선수권 대회   | 스위스 취리히주 우스터   |      |
| 자유형 200m  | 01:47.76 | 2021.12.19 | 스위스 동계 선수권 대회   | 스위스 취리히주 우스터   |      |
| 자유형 400m  | 03:51.47 | 2021.03.21 | 골든 투어 FFN 2           | 프랑스 마르세유          |      |
| 자유형 800m  | 08:06.64 | 2021.04.09 | 스위스 선수권 대회        | 스위스 취리히주 우스터   |      |
| 자유형 1500m | 08:06.64 | 2020.01.17 | 제네바 국제 수영 대회     | 스위스 제네바            |      |
| 배영 50m     | 26.83    | 2018.03.09 | 골든 투어 FFN 2           | 프랑스 사르셀            |      |
| 배영 100m    | 56.99    | 2019.07.18 | 스위스 청소년 선수권 대회 | 스위스 바젤슈타트주 바젤 |      |
| 배영 200m    | 02:01.54 | 2019.03.23 | 스위스 선수권 대회        | 스위스 취리히주 우스터   |      |
| 접영 50m     | 23.39    | 2021.03.20 | 골든 투어 FFN 2           | 프랑스 마르세유          |      |
| 접영 100m    | 50.74    | 2021.07.31 | 2020년 하계 올림픽        | 일본 도쿄                |      |
| 접영 200m    | 01:55.05 | 2021.07.26 | 2020년 하계 올림픽        | 일본 도쿄                |      |
| 혼영 200m    | 01:59.72 | 2020.12.06 | 2020년 하계 올림픽 예선   | 네덜란드 로테르담        |      |
| 혼영 400m    | 4:29.40  | 2017.05.25 | 스위스 수영 선수권 대회   | 스위스 제네바            |      |

## 범례
|  | 세계 신기록                  |  |                   | 아프리카 신기록 |                      | Q | 예선 통과 |
|  | 올림픽 신기록                |  | 북아메리카 신기록 | DNS             | 경기를 시작하지 않음 |   |           |
|  |                              |  | 아시아 신기록     | DNF             | 경기를 마치지 않음   |   |           |
|  | 국가 신기록                  |  | 유럽 신기록       | DSQ             | 실격                 |   |           |
|  | 개인 최고 기록 (개인 신기록) |  | 오세아니아 신기록 | WD              | 기권                 |   |           |
|  | 시즌 최고 기록 (시즌 신기록) |  | 남아메리카 신기록 | NM              | 기록 없음            |   |           |